# کابانابونا
کابانابونا (به اسپانیایی: Cabanabona) یک منطقهٔ مسکونی در اسپانیا است که در نوگورا واقع شده‌است. کابانابونا ۱۴٫۲ کیلومتر مربع مساحت دارد.